# Adolf VI van Berg
Adolf VI van Berg, bijgenaamd de Eerbiedwaardige, (circa 1280 - 3 april 1348) was van 1308 tot aan zijn dood graaf van Berg. Hij behoorde tot het huis Limburg.

## Levensloop
Adolf VI was de oudste zoon van Hendrik van Berg, heer van Windeck, uit diens huwelijk met Agnes, dochter van graaf Engelbert I van der Mark. Na de dood van zijn ooms Adolf V en Willem I werd hij in 1308 graaf van Kleef. Door zijn huwelijk met Agnes van Kleef, dochter van graaf Diederik VIII van Kleef, in het jaar 1312 verwierf hij als bruidsschat de stad Duisburg en de daaraan verbonden Rijntol.
Onder zijn regering had het graafschap Kleef zwaar te lijden. Er waren vele overstromingen, misoogsten en pestepidemieën en bovendien leed de bevolking zwaar aan de oorlog tussen Lodewijk IV van Beieren en Frederik van Oostenrijk om de functie van Rooms-Duits koning. Bij de koningsverkiezing van 1314 had Adolf VI zich achter Lodewijk geschaard, die hem ook het rijkspandschap van Duisburg bevestigde.
Adolf VI stond erom bekend dat hij verschillende oorden stadsrechten verleende; zo kreeg Mülheim am Rhein in 1322 een aantal vrijheden toegekend. Vele oorden in het Bergisches Land werden voor het eerst vermeld in verdragen en andere documenten die Adolf ondertekende. Om stadsrechten te mogen verlenen, moest hij in een verdrag met de burgers van Keulen zweren dat hij Deutz niet zou fortificeren of zou gebruiken als opmarsgebied tegen Keulen.
In 1327 en 1328 begeleidde hij Rooms-Duits koning Lodewijk IV naar Italië. Hierdoor was hij aanwezig bij de keizerskroning van Lodewijk in Rome, waarvoor hij beloond werd met het buitengewone privilege om zilvergeld te mogen slaan. Dit deed hij in zijn munthuis in Wipperfürth.
Adolf VI van Berg stierf in 1348 en werd bijgezet in de Dom van Altenberg. Omdat hij kinderloos was gebleven, had hij zijn erfenis al vroeg geregeld. Hij had zijn oudere zus Margaretha en haar echtgenoot Otto IV van Ravensberg als erfgenamen aangeduid, maar omdat ze beiden overleden waren werd Berg geërfd door hun dochter Margaretha van Ravensberg en haar echtgenoot Gerard van Gulik. Met zijn dood stierf bovendien de mannelijke lijn van de Limburgse graven van Berg uit.